# Ульяновка (Петриковский район)
Ульяновка (укр. Улянівка) — село,
Чаплинский сельский совет,
Петриковский район,
Днепропетровская область,
Украина.
Код КОАТУУ — 1223783405. Население по переписи 2001 года составляло 468 человек .

## Географическое положение
Село Ульяновка находится на расстоянии в 1 км от села Чаплинка.
Вокруг села несколько ирригационных каналов.
Рядом проходит автомобильная дорога Т-0405.

## История
- Село Ульяновка основано переселенцами из сёл Петриковка и Лобойковка в 1927 году.
- На месте Ульяновки находилось селение, дореволюционное название которого Пелыхивка было образовано от имени пана Пелыха, который владел землями в округе. Именно здесь находился кирпичный дом пана, перед которым был большой сад и пруд. После революции в панском доме функционировала начальная школа. Местное население в общении до сих пор называет окраину села Пелыхивкой.

## Объекты социальной сферы
- Школа I-II ст. с 2014 года закрыта.
- Фельдшерско-акушерский пункт.

## Достопримечательности
- Братская могила советских воинов.